# ارتش اول ایالات متحده آمریکا
ارتش اول ایالات متحده آمریکا (انگلیسی: First United States Army) ارتش میدانی نیروی زمینی ایالات متحده آمریکا و تحت امر فرماندهی نیروهای ارتش ایالات متحده است، که در سال ۱۹۱۸ تأسیس شد و هم‌اکنون قدیمی‌ترین ارتش میدانی در نیروهای مسلح ایالات متحده آمریکا محسوب می‌شود. ستاد فرماندهی ارتش اول در شهرستان راک آیلند، ایلینوی قرار دارد.
ارتش اول بزرگترین سازمان فعال در ارتش ایالات متحده است که شامل دو لشکر، ده تیپ و بیش از ۷۵۰۰ سرباز می‌شود. ماموریت آن همکاری با گارد ملی ارتش ایالات متحده و نیروی ذخیره ارتش ایالات متحده برای توانمندسازی رهبران و ارائه واحدهای آموزش‌دیده و آماده برای فرماندهی‌های رزمی است. ارتش اول، بنا به دستور، بسیج گسترده و بازسازی واحد را برای ساختن ارتش آمریکا برای نبرد اجرا می‌کند. ارتش اول این کار را از طریق چهار خط تلاش انجام می‌دهد: توسعه حرفه؛ ارائه نیروهای آماده رزمی؛ فعال کردن جنگجویان جزء ذخیره و تحول برای ارتش ۲۰۴۰.